# Револьвер Нагана М1895
Револьвер Нагана М1895 (7,62-мм револьвер Нагана 1895 року). Розмовна назва «Наган» — семизарядний револьвер, розроблений у 1895 році братами Емілем та Леоном Наганами для Російської імперії. Через відсутність прориву газів між стволом та барабаном він отримав популярність і донині є культовим для всього пострадянського простору.

## Історія створення

### Перші моделі
В останній чверті XIX століття багато держав задумалися про переозброєння своїх армій. До того часу найбільш перспективним зразком особистої короткоствольної вогнепальної зброї були револьвери, які поєднували в собі достатню простоту конструкції, багатозарядність і надійність. Бельгійське місто Льєж було одним з європейських центрів збройової промисловості. У ньому з 1895 року існувала «Збройна фабрика Еміля і Леона Наган» («Fabrique d'armes Emile et Leon Nagant») — невелика сімейна майстерня, що займалася ремонтом голландських револьверів і проєктувала свої зразки вогнепальної зброї. Перший револьвер оригінальної конструкції старший брат Еміль представив на випробування бельгійському військовому відомству в 1878 році і він був прийнятий на озброєння як офіцерська й унтер-офіцерська зброя під назвою «револьвер моделі 1878». Револьвер моделі 1878 був шестизарядним і мав калібр 9 мм, був оснащений «механізмом подвійної дії». Для унтер-офіцерів піхоти, кінноти і допоміжного складу за завданням керівництва бельгійської армії була розроблена модель того ж револьвера зі свідомо погіршеними бойовими якостями: шляхом уведення додаткової деталі була виключена можливість стрільби «самозводом», після кожного пострілу доводилося заново зводити курок. Цей варіант отримав найменування «9-мм револьвер Наган М/1883». Було випущено ще кілька модифікацій револьвера різних калібрів і довжин ствола. Незабаром Еміль Наган в результаті хвороби майже повністю втратив зір і основні роботи по удосконаленню конструкції зробив Леон Наган.

### Модель 1886 року
У моделі 1886 року була дещо знижена маса зброї та значно поліпшена надійність і технологічність конструкції. Так чотири пружини ударно-спускового механізму були замінені всього однієї двоскладною. Також у новій моделі була врахована тодішня тенденція розвитку зброї у бік зменшення калібру, був обраний найбільш поширений в той час 7,5 мм патрон з бездимним порохом. Однією з головних проблем, що стояли перед конструкторами револьверів, був прорив порохових газів в проміжок між казенним зрізом ствола і переднім торцем барабана. У конструкції бельгійського зброяра Генрі Піпера було знайдено вирішення проблеми обтюрації: перед пострілом спусковий механізм подавав барабан револьвера вперед; патрон мав особливу конструкцію, куля в ньому була повністю втоплена в гільзу, роль обтюратора виконувала передня частина гільзи, яка розширювалася і притискалася пороховими газами в момент пострілу до каналу ствола, що виключало можливість прориву газів. Цей принцип з істотним спрощенням конструкції був використаний Леоном Наганом в 1892 році, під нову модель револьвера був розроблений патрон з гільзою, що мала подовжене дульце. Ця модель револьвера Нагана стала класичною, наступні модифікації не принесли помітної зміни в конструкцію, а дійсно нова модель револьвера з автоматичною екстракцією стріляних гільз з'явилася занадто пізно, — в 1910 році і не зацікавила покупців.

## Конструкція

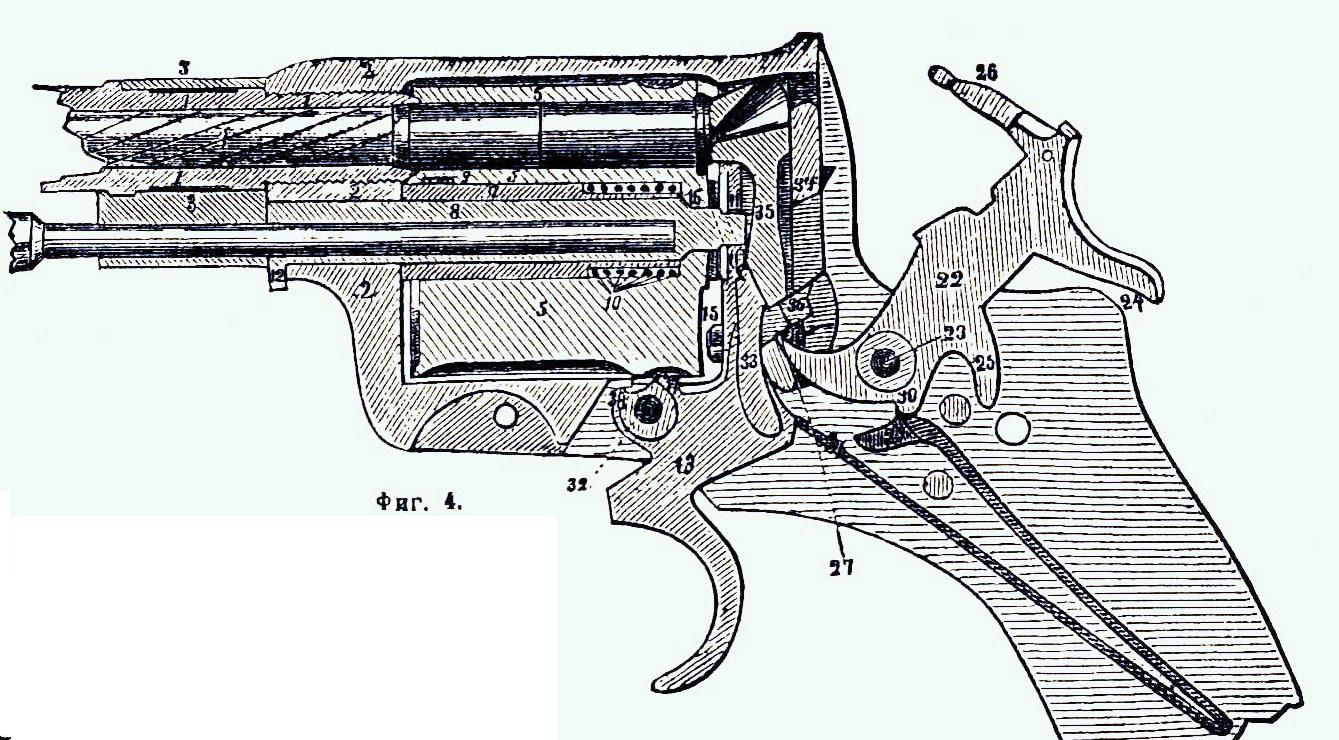
Конструкція

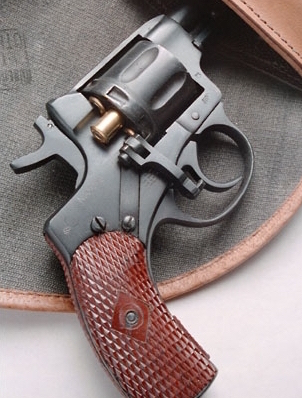
Класична модель «Нагана» 1895 року

У всіх револьверів конструкції Нагана простежуються загальні основи й ознаки:
- наявність ударно-спускового механізму подвійної дії, що дозволяв стріляти як з попереднім зведенням курка, так і самозводом (за винятком «солдатських» і «унтер-офіцерських» дореволюційних моделей, в яких самозвідний механізм блокувався в цілях зменшення витрати боєприпасів)
- монолітна нероз'ємна рама
- дверцята, що поворотом убік відкривають камори барабана. Виняток становить модель 1910 року, у якої дверцята відкидаються назад і вивільняють барабан, який відкидається вправо.
- ствол угвинчений в раму на глухій посадці
- шомпол, що в бойовому положенні ховається в осі барабана, а після стрільби відіграє роль екстрактора стріляних гільз
- механізм, що знаходиться в рамі, закривається пласкою кришкою

Барабан револьвера є одночасно і патронником, і магазином. У найбільш поширеній моделі (зразка 1895 року) і в більшості її модифікацій місткість барабана становить 7 патронів. Порожниста вісь барабана вставляється в раму спереду й утримується в ній шомпольною трубкою, встановленою перед барабаном на шийці ствола з можливістю повертатися на ньому як на осі. На моделях з барабаном, який насувається на ствол, барабан оснащений поворотним механізмом, що складається з трубки барабана і пружини. На правій стінці рами розміщується стопорне пристосування барабана, роль якого відіграють підпружинені дверцята. У відкритому (відкинутому вбік) положенні дверцята дозволяють заряджати та розряджати револьвер, в закритому — закривають камору, запобігаючи випаданню патрона і не даючи барабану провертатися проти годинникової стрілки. На барабані зроблені сім гнізд і виїмок для виступу дверцят у відкритому і закритому положенні. Механізм револьвера складається з деталей, що виконують функції механізму замикання, ударно-спускового механізму і виконують поворот і насування барабана на ствол: магазина, повзуна, спускового гачка з собачкою і бойової пружини. Прицільні пристосування складалися із цівки з прицільним прорізом на верхній частині рами і мушки на передній частині ствола. Всього в конструкції револьвера зразка 1895 року було 39 деталей.

### УСМ
Ударно-спусковий механізм курковий, подвійної дії (випускався також варіант з УСМ тільки одинарної дії), ударник шарнірно встановлений на курку, бойова пружина — пластинчаста, двоскладна, розміщена в ручці. Шептало виконано разом зі спусковим гачком. Запобіжник, як такий, відсутній, але при ненатисненому спусковому гачку спеціальна деталь блокує ударник (наприклад, при падінні револьвера) від можливого дотику до капсуля. При зведенні курка вступає в дію, також, специфічний замковий механізм, який посуває барабан револьвера вперед до ствола, а спусковий гачок тим часом своїм спеціальним виступом забезпечує фіксацію барабана від обертання.

## Світове визнання

### Бельгія і Люксембург
Вже рання 9-мм модель 1878 року отримала позитивні відгуки бельгійської армії, що сприяло популярності марки фабрики Наган на світовому ринку. 1884 року бельгійська модель револьвера М1883 переробляється під 7,5-мм швейцарський патрон і в такому вигляді приймається на озброєння в армії Люксембургу (модель зараз відома під ім'ям «люксембурзької» 1884). Модель М1884 з подовженим стволом (до якого іноді монтувався відкидний багнет) отримала популярність і на комерційному ринку.

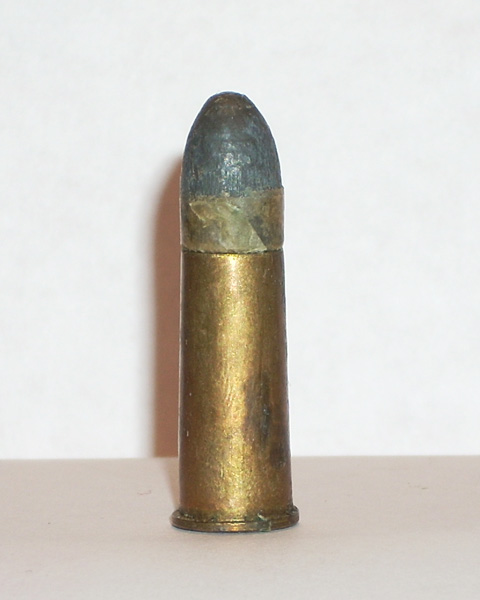
7,5-мм патрон під шведський і норвезький револьвер Нагана

### Швеція
У 1887 році в Швеції були проведені конкурсні випробування револьверів різних виробників, в яких переконливу перемогу здобув револьвер Нагана моделі 1886 під 7,5-мм патрон з бездимним порохом. Результатом конкурсу стало прийняття в Швеції на озброєння цієї моделі, причому шведська армія не тільки закуповувала готові револьвери, а й придбала ліцензію на їх виробництво, яке було розпочато з 1897 року в місті Гускварна. У період з 1898 по 1905 рік у Швеції було вироблено 13 732 одиниці «револьвера Наган M/1887».

### Норвегія
Норвегія приймає на озброєння модифіковану (основна зміна торкнулася форми мушки) шведську модель під індексом «модель 1893». Збройні сили Норвегії отримали 12 964 револьвери, переважна більшість яких було вироблено фабрикою Наган в бельгійському Льєжі, 350 одиниць у шведській Гускварна і лічені одиниці норвезькою фабрикою в місті Конгсберг.
Револьвери Нагана покривали всі вимоги армій Швеції і Норвегії довгі роки і були повністю замінені самозарядною автоматичною зброєю тільки після закінчення Другої світової війни.

### Інші країни
Модель М1893 була також прийнята на озброєння армії Сербії. Військово-морський флот Аргентини замовляє револьвери Нагана під американський калібр .440 на фабриках Німеччини. Російська імперія купує ліцензію на виробництво 3-лінійного револьвера і також замовляє його виробництво Льєжській фірмі.
«Класичну» модель Нагана зразка 1895 року, а також її модифікації випускають численні збройові фірми в усьому світі. Серед них: бельгійські Лепаж, Байяр, Франкот, німецька Енель в Зулі, російський імператорський тульський збройовий завод, іспанська Арізменді-Гоенага, польська в місті Радом і багато інших.

## Прийняття на озброєння в Росії
Наприкінці XIX століття Російська імперія була змушена приступити до масового переозброєння своєї армії. Як основний зразок стрілецької зброї була обрана 3-лінійна гвинтівка Мосіна-Нагана зразка 1891 року, штатним револьвером служила морально застаріла до того часу модель 4,2-лінійного (10,67-мм) револьвера Smith & Wesson III зразка 1880 року. Для пошуку перспективних моделей було доєднано «Комісію для вироблення малокаліберної рушниці» на чолі з генерал-лейтенантом Н. Г. Чагіним. Основні вимоги до нового армійського револьвера були такі:
- Велика зупинна дія кулі. Оскільки одним з основних видів військ була кавалерія, то постріл на ефективній дальності (до 50 кроків) має зупиняти коня.
- «Сила бою» має забезпечувати пробивання чотирьох — п'яти дюймових соснових дощок.
- Невелика маса (0,82-0,92 кг).
- Калібр, число, напрям, профіль нарізів ствола, тощо мають збігатися з такими у трилінійної гвинтівки Мосіна. Тоді при виготовленні револьверів можна буде використовувати браковані гвинтівочні стволи.
- Револьвер не має бути оснащений пристроєм для стрільби «самозводом», бо той «шкідливо впливає на влучність».
- Початкова швидкість кулі має становити не менше 300 м/с.
- Револьвер має забезпечувати хорошу купчастість стрільби.
- Конструкція має бути простою і технологічною.
- Револьвер має бути надійним, нечутливим до забруднень і поганих умов експлуатації, простим в обслуговуванні.
- Екстрагування гільз має бути не одночасним, а почерговим.
- Прицільні пристосування мають бути розраховані так, щоб траєкторія польоту кулі перетинала лінію прицілювання на відстані 35 кроків.
- Місткість барабана — не менше 7 патронів.
- Патрон — з фланцевою латунною гільзою, оболонковою кулею і бездимним порохом.

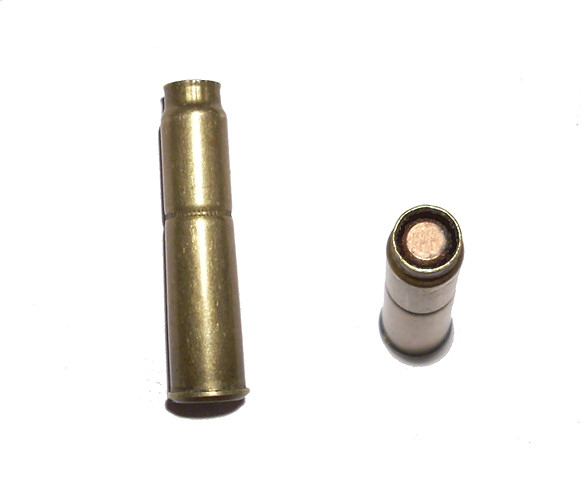
Патрон від «Нагана» раннього випуску з обтисненим дульцем гільзи

Відмова від пристроїв самозвідної стрільби і автоматичного екстрагування стріляних гільз була викликана тим, що, по-перше, вони ускладнять конструкцію (що негативно позначиться на надійності і вартості револьвера), а по-друге, призведуть до «надлишкової витрати боєприпасів».
Оголошений конкурс і потенційне гігантське замовлення викликало величезний інтерес у російських та закордонних виробників зброї. Було представлено кілька модифікацій існуючого револьвера Сміта-Вессона, револьвери й автоматичні пістолети. Основна боротьба розгорнулася між бельгійськими зброярами Генрі Піпером з моделлю револьвера М1889 «Байяр» і Леоном Наганом з М1892. Леону довелося переробити свій револьвер під російський 7,62-мм калібр і, як і в моделі 1883 року, виключити можливість самозвідної стрільби, тобто відповідно до вимог конкурсу свідомо погіршити характеристики зброї.
Було представлено два варіанти — 6 і 7-зарядні револьвери. Револьвер Піпера був відкинутий через велику масу і ненадійність конструкції. Перемога в конкурсі Леона Нагана була, імовірно, багато в чому обумовлена тим, що у нього в російському військовому відомстві вже були давно встановлені зв'язки (під час аналогічного конкурсу на стрілецьку зброю гвинтівка Нагана програла конструкції Мосіна, але Леон Наган отримав величезну премію 200 000 рублів золотом). За патент на свій револьвер Леон Наган просив 75 тисяч рублів, але йому, зрештою, в тому було відмовлено і був призначений повторний конкурс з новими уточненими умовами, у яких, крім характеристик, згадувалася премія: 20 000 рублів за конструкцію револьвера і 5 000 за конструкцію патрона. Крім того, переможець «віддавав свій винахід у повну власність російського уряду, який отримував право виготовляти його як у себе в країні, так і за кордоном, без будь-якої доплати винахіднику». Піпер представив на конкурс заново перероблені револьвери з оригінальною автоматикою, яку комісія визнала «цікавою, але не практичною». Шестиствольний револьвер Мосіна також був відкинутий. Зміни в конструкції револьвера Нагана були менш значними і після порівняльних випробувань з 4,2-лінійним револьвером Сміт-Вессона конструкція була схвалена. Цікаво, що за результатами військових випробувань офіцери, що брали у них участь, висловили наполегливе бажання отримати револьвер «подвійної дії» з можливістю самозвідної стрільби. Повернувшись до самозвідного варіанту револьвера, комісія і його не визнала повністю задовільним, тому було ухвалено рішення прийняти на озброєння російської армії револьвери двох зразків: офіцерський — подвійної дії і солдатський — несамозвідний.
Після внесення ряду дрібних змін конструкція була затверджена навесні 1895 року. Указом Миколи II револьвер Нагана прийнятий на озброєння російської армії 13 травня 1895. Закупівельна ціна револьвера, виробленого в Бельгії не перевищувала для російської армії 30-32 рублі. Контракт передбачав протягом наступних трьох років постачання 20 000 револьверів зразка 1895 року. Також бельгійська сторона була зобов'язана за контрактом надати допомогу в постановці виробництва револьверів на Імператорському Тульському збройовому заводі. Конструкція револьвера російського виробництва піддалася невеличкій модернізації: потилиця руків'я виконувалась цільною (а не розрізною як в бельгійському варіанті), а також була спрощена форма мушки. Піддалася удосконаленню і технологія виробництва. Вартість тульського «Нагана» становила 22 рублі і 60 копійок. Замовлення на п'ять років з 1895 по 1904 склало 180 тисяч одиниць.

## Використання в Радянському Союзі
Перше успішне бойове застосування револьверів конструкції Нагана припадає на 1900 рік. Російський експедиційний корпус узяв участь у приборканні «повстання боксерів» в Китаї. 3 червня 1900-го при оволодінні фортецею Таку, яка замикала гирло річки Пейхо, командир зведеної роти 12-го Сибірського полку поручик Станкевич, одним з перших увірвався в розташування противника, де застрелив двох нападників — китайських солдатів.
Скорочення фінансування військового відомства з 1903 року призвело до різкого зниження виробництва револьверів, і тільки Російсько-японська війна змусила уряд направити надзвичайні кредити на закупівлю озброєння. 1905 року тульському заводу наказувалося виготовити 64 830 одиниць револьвера зразка 1895 року, але було випущено всього 62 917 «наганів». Після війни фінансування програми переозброєння армії вчергове скоротилося, і створена в 1908 році міжвідомча комісія дозволила виготовлення револьверів за замовленням безпосередньо військових частин.

### Перша світова війна
Царський уряд почав готуватися до Великої війни надто пізно: «Велика програма щодо посилення армії» була оголошена лише 7 липня 1914 року, — за три тижні до початку Першої світової війни. У той же час армії багатьох країн починають заміну револьверів самозарядними пістолетами, найкращі зразки яких за бойовими характеристиками (особливо в скорострільності, швидкості перезарядження і габаритах) перевершують револьвери. У Росії чергове переозброєння було визнано недоцільним.
Перед війною на базі револьвера зразка 1895 року було створено і випущено обмеженою кількістю карабін із довжиною ствола 300 мм і незнімним прикладом, а також револьвер зі знімним прикладом і стволом, подовженим до 200 мм.
До 20 липня 1914 року у військах за табелем налічувалося 424 434 одиниці револьвера Наган всіх модифікацій (з належних за штатом 436 210), тобто армія була забезпечена револьверами майже повністю, — на 97,3 %. Але вже в перших же боях втрати в живій силі і озброєнні були настільки значні, що довелось вжити заходів щодо реконструкції збройової промисловості. З 1914 по 1917 роки було вироблено 474 800 «наганів».

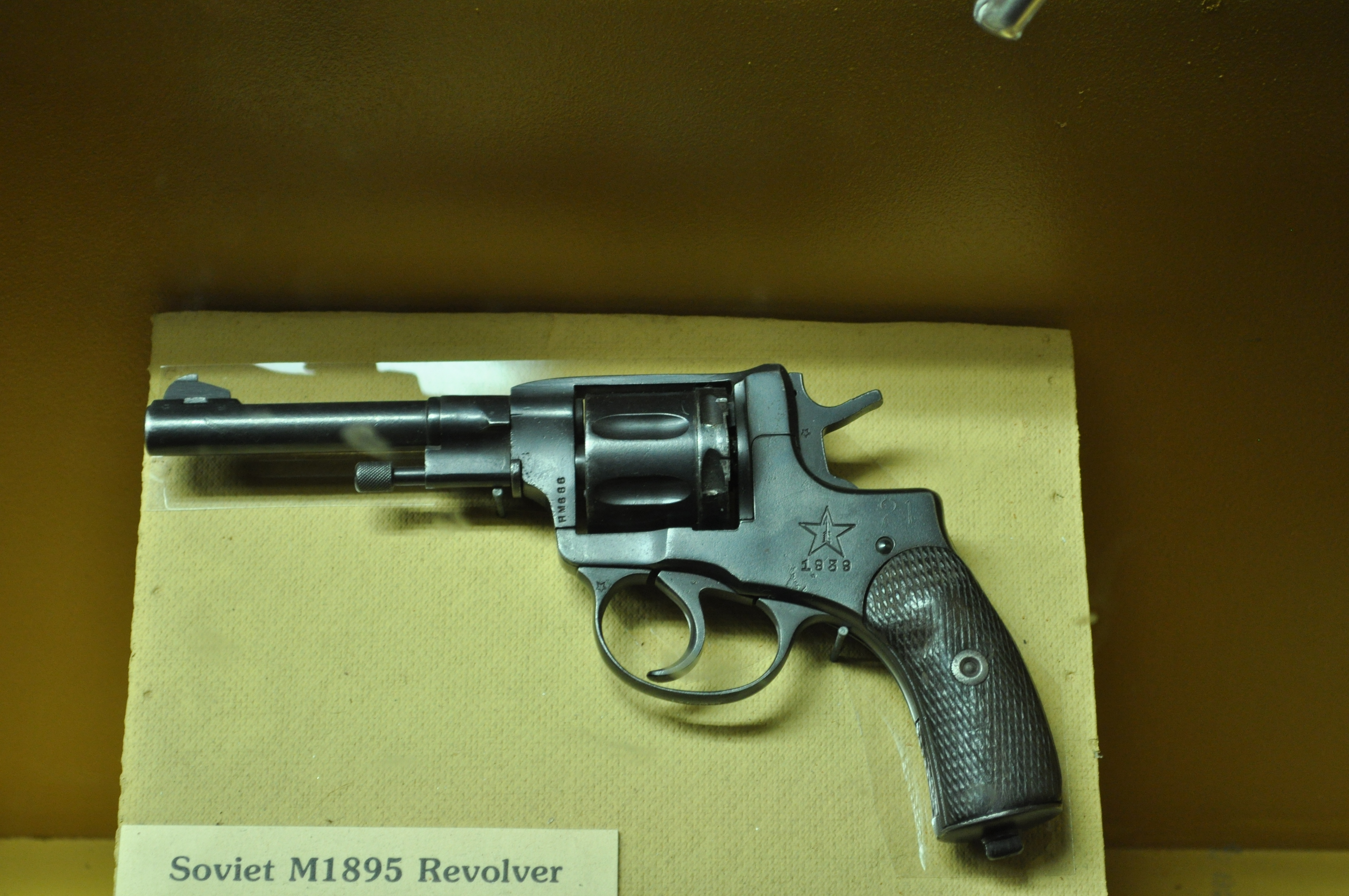
Радянський «Наган»

Револьвер зразка 1895 року вирізняється порівняною простотою конструкції, технологічністю і малою собівартістю, що дозволило налагодити масовий випуск цієї зброї із залученням малокваліфікованих кадрів. Трудомісткість виготовлення одного револьвера складала близько 30 верстато-годин. У бойових умовах одними з головних переваг стали невибагливість в експлуатації і безвідмовність: — так «осічка» ніяк не впливала на можливість зробити наступний постріл і не викликала затримки. Також можна відзначити високу ремонтопридатність револьвера.
«Наган», як і гранований багнет трилінійної гвинтівки конструкції Мосіна, став символом російської революції 1917 року і подальшої Громадянської війни, а прізвище бельгійського зброяра стала загальним словом: «наганом» у просторіччі називався будь-який револьвер, а іноді і пістолет. Під час Громадянської війни Тульський збройовий завод продовжував випуск револьверів зразка 1895 року. У період з 1918 по 1920 роки було виготовлено 175 115 одиниць. Після закінчення Громадянської війни неодноразово піднімалося питання про переозброєння Червоної армії, але масове переозброєння почалося після 1930 року, коли на озброєння був прийнятий пістолет ТТ. Разом з тим продовжував випускатися і револьвер зразка 1895 року. У Червоній армії на озброєнні перебував тільки самозвідний («офіцерський») варіант «нагана». 1930 року піддалася невеликій модифікації конструкція і технологія виробництва револьвера: проріз прицілу замість трикутного став напівкруглим, мушку передбачалося змінити на прямокутну, але потім була уведена більш складна напівкругло-усічена її форма.

## Використання «Нагана» в Другій світовій війні
Аж до початку Другої світової війни виробництво револьверів і пістолетів на тульському заводі підтримувалося приблизно на одному рівні, з 1932 по 1941 вироблено понад 700 000 одиниць револьвера. Переваги пістолетів були цілком очевидні для керівництва РСЧА, проте з ряду причин пістолет ТТ і «Нагани» випускалися паралельно. Однією з причин була думка, що пістолет обов'язково має бути придатним для стрільби через амбразури танка. Пістолет ТТ для цього явно не підходив, а нові моделі пістолетів, які мали не закритий кожухом ствол, виявлялися гірше ТТ. Також, до уявних плюсів «наганів» відносили високу влучність. Після перших поразок у війні, в 1941 році Тульський збройовий завод був евакуйований до Удмуртії, в місто Іжевськ. Виробництво револьверів у Тулі продовжилося, а в 1942 році була проведена часткова реевакуація з Іжевська в Тулу. У період з 1942 по 1945 рік вироблено більш ніж 370000 револьверів. Револьвер перебував на озброєнні РККА, Війська Польського, 1-го Чехословацького корпусу, Румунської піхотної дивізії імені Тудора Владиміреску, Югославської піхотної бригади, французького винищувального авіаполку «Нормандія-Німан». Бойове застосування «Наганів» виявило моральне застаріння його конструкції і недостатність бойових якостей. Найпомітнішим програшем у порівнянні з самозарядними пістолетами була низька скорострільність. Після закінчення німецько-радянської війни револьвер зразка 1895 року був знятий з озброєння армії СРСР та припинено його виробництво. До середини 1950-х років револьвери системи Нагана використовувалися в міліції. Під час капітальних ремонтів на більшості револьверів, що знаходилися в експлуатації, дерев'яні щічки рукояті були замінені пластмасовими, а мушка замінена напівкругло-усіченою. Тепер[коли?] в підрозділах служби позавідомчої охорони, а також у ряді інших організацій використовуються револьвери Нагана. Є плани перероблення револьверів, які зберігаються в арсеналах, під 9-мм патрон із меншою дульною енергією, щоб перевести револьвер з розряду бойової в цивільну вогнепальну зброю.

### Використання «Нагана» в Фінляндії
З моменту отримання Фінляндією незалежності в 1918 році «наган», як інша зброя часів Першої світової війни, був у фінських військовослужбовців. На відміну від СРСР, «Нагани» не були прийняті на озброєння і здебільшого були розібрані по домівках як військові сувеніри. Під час Зимової війни Фінляндії дісталися тисячі трофейних «Наганів», але, як і колись, здебільшого, вони залишилися в руках осіб, які підібрали їх після бою. Незначна кількість наганів (~1500) було здано на військові склади. Цікаво, що фіни в своїх листівках, які закликали червоноармійців до здачі в полон, пропонували 100 рублів за несамозвідний револьвер і 400 рублів за самозвідний (скорострільний), у той час як за гвинтівку Мосіна, що перебуває на озброєнні фінської армії, пропонувалося тільки 150 рублів.

## Модифікації

### Бойові модифікації

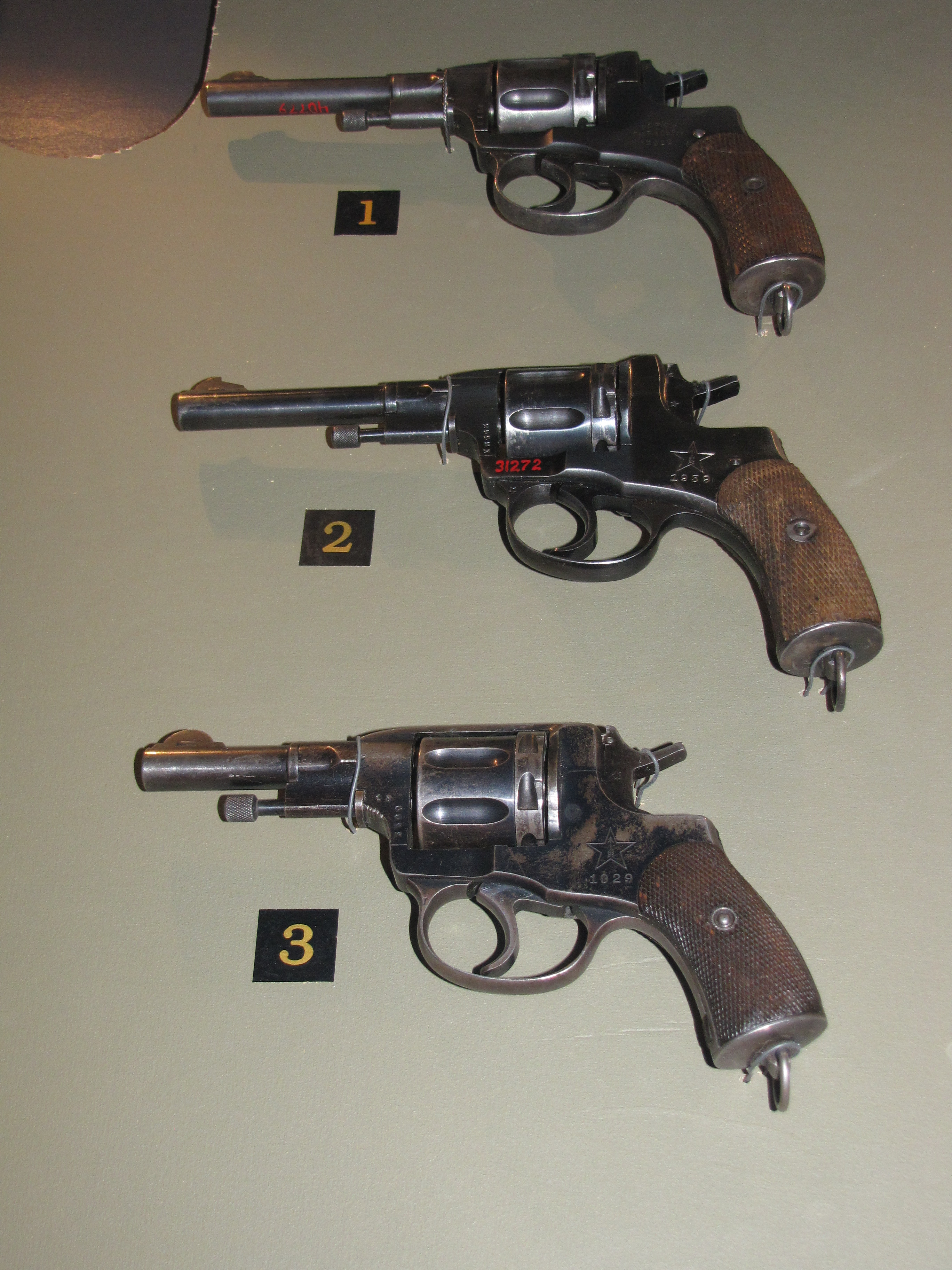
Револьвер Нагана, який використовувався НКВС

Перед Першою світовою війною для прикордонних військ було випущено обмеженою кількістю карабін з довжиною ствола 300 мм і незнімним прикладом і револьвер з подовженим до 200 мм стволом і знімним прикладом. 1927 року для співробітників ОГПУ і НКВС був розроблений більш компактний варіант револьвера, що передбачає приховане носіння. Була зменшена довжина ствола і руків'я. З 1927 по 1932 рік малими партіями випускався вкорочений револьвер Нагана, створений за замовленням НКВС для оперативних працівників. Основним завданням було зниження маси і зменшення розмірів.

#### Використання глушника
Перед Другою світовою війною для розвідувально-диверсійних підрозділів випущена дослідна партія револьверів, оснащених приладом безшумно-безполуменевої стрільби «БРАМІТ», розробки братів Мітиних.

### Спортивні модифікації
На основі револьвера зразка 1895 року Є. Л. Хайдуровим був створений спортивний револьвер ТОЗ-36, модифікований варіант якого в 1967 році одержав індекс ТОЗ-49. Ця модифікація відрізняється вкороченим барабаном під спеціальний патрон. Випускалися також спортивні / навчально-тренувальні револьвери під стандартний малокаліберний патрон кільцевого запалення.

### Травматичні модифікації
На базі револьвера Нагана розроблено травматичну «гумострільну» цивільну зброю самооборони «Скат 1Р», «Скат 1РК» і вкорочений «Комбриг» (російські версії — Р1 «Наганич» під патрон 9РА і «Наган-М» під патрон 10×32Т). У виробництві цих травматів використовувались револьвери, які зберігалися на складах (будь-яких років випуску).

## Револьвери Нагана у масовій культурі

### У кінематографі
«Наган» присутній у багатьох фільмах, події яких відбуваються у Другу світову війну або 1930-і роки.
- Стомлені Сонцем 2: Передстояння
- Стомлені Сонцем 2: Цитадель
- Адмірал
- Червона спека (тільки згадка у пісні)
- Шерлок Холмс — Шерлок Холмс використовує револьвер із саморобним неефективним глушником, намагаючись розробити діючий глушник. Події фільму відбуваються у 1890 році, коли револьвер ще не був розроблений, а на корпусі можна помітити дату виготовлення — 1941 рік.

### У відеоіграх
- Red Orchestra 2: Heroes of Stalingrad — у грі перезарядка револьвера відбувається шляхом зміни барабана.